# Tim Rice
Sir Timothy Miles Bindon Rice (sinh ngày 10 tháng 11 năm 1944) là một tác giả người Anh Quốc. Ông từng thắng cả bốn giải Grammy (âm nhạc), Emmy (truyền hình), Oscar (điện ảnh) và Tony (sân khấu).